# Gouverneurswahlen in den Vereinigten Staaten 2012

In 12 Bundesstaaten erfolgte eine Gouverneurswahl, außerdem noch in Puerto Rico und Amerikanisch-Samoa – hier nicht mit abgebildet:
Indiana, North Dakota, Utah – durch die Republikaner verteidigt
Montana, Washington, New Hampshire, Missouri, Vermont, West Virginia, Delaware – durch die Demokraten verteidigt
North Carolina – durch die Republikaner von den Demokraten hinzugewonnen
Wisconsin – Recall- Wahl: durch republikanischen Amtsinhaber verteidigt

Die Gouverneurswahlen in den Vereinigten Staaten 2012 fanden in insgesamt 11 Bundesstaaten der Vereinigten Staaten sowie in Amerikanisch-Samoa und Puerto Rico statt. Hinzu kam eine sogenannte Recall-Wahl im Staat Wisconsin. Der Wahltermin für die 13 Gouverneurswahlen war der 6. November 2012, der Wahltermin der Recall-Wahl in Wisconsin war der 5. Juni 2012. Am 6. November wurden außerdem die Präsidentschaftswahl und die Kongresswahlen abgehalten. In Puerto Rico fand an diesem Tag außerdem ein Referendum über den künftigen Status Puerto Ricos statt.

## Ausgangslage
Drei der 13 Gouverneure stellten sich nicht erneut zur Wiederwahl. Dies waren John Lynch (New Hampshire, Demokrat), Beverly Perdue (North Carolina, Demokrat) und Christine Gregoire (Washington, Demokratin). Drei weitere amtierende Gouverneure konnten aufgrund eines term limit (verfassungsmäßige Amtszeitbegrenzung) nicht mehr erneut kandidieren. Dies waren Togiola Tulafono (Amerikanisch-Samoa, Demokrat), Brian Schweitzer (Montana, Demokrat) und Mitch Daniels (Indiana, Republikaner). Die verbleibenden sieben Gouverneure stellten sich erneut zur Wiederwahl; von den Demokraten waren dies Jack Markell (Delaware), Jay Nixon (Missouri), Peter Shumlin (Vermont) und Earl Ray Tomblin (West Virginia) und von den Republikanern Jack Dalrymple (North Dakota), Luis Fortuño (Puerto Rico) und Gary R. Herbert (Utah).

## Wahlkampf und Wahlergebnisse

### Amerikanisch-Samoa
| Kandidat       | Kandidat                             | Stimmen | %      |
| -------------- | ------------------------------------ | ------- | ------ |
|                | Lolo Letalu Matalasi Moliga (unabh.) | 6.645   | 52,9 % |
|                | Faoa Aitofele Sunia (DEM)            | 5.908   | 47,1 % |
| Wähler: 12.553 |                                      |         |        |

Der bisherige Amtsinhaber Togiola Talalelei A. Tulafono durfte aufgrund einer Amtszeitbeschränkung nicht mehr zur Wahl antreten. Sechs Kandidaten standen zur Wahl. Bei den Wahlen am 6. November konnte keiner der Kandidaten die absolute Mehrheit der Stimmen auf sich vereinigen. Der unabhängige Kandidat Lolo Letalu Matalasi Moliga und der Kandidat der Demokratischen Partei Faoa Aitofele Sunia standen sich in der Stichwahl am 20. November gegenüber. Moliga konnte sich mit 52,9 Prozent der Stimmen durchsetzen und übernahm am 3. Januar 2013 das Amt. Vizegouverneur wurde Lemanu Peleti Mauga.

### Montana
| Kandidat        | Kandidat              | Stimmen | %       |
| --------------- | --------------------- | ------- | ------- |
|                 | Steve Bullock (DEM)   | 229.965 | 49,06 % |
|                 | Rick Hill (REP)       | 221.291 | 47,24 % |
|                 | Ron Vandevender (LIB) | 17.364  | 3,70 %  |
| Wähler: 468,620 |                       |         |         |

Der populäre demokratische Amtsinhaber Brian Schweitzer konnte in dem als eher konservativ-ländlich geltenden Staat Montana wegen term limit-Beschränkung nicht erneut kandidieren. Für die Demokraten ging Steve Bullock ins Rennen, der sich John Walsh, einen General der Montana National Guard zum Kandidaten für das Amt des Vizegouverneurs wählte. Sein republikanischer Gegenkandidat war Rick Hill mit dessen running mate Jon Sonju. Als dritter Kandidat trat Ron Vandevender von der Libertarian Party an. Die Wahl wurde sehr knapp für den demokratischen Kandidaten entschieden.

### Wisconsin

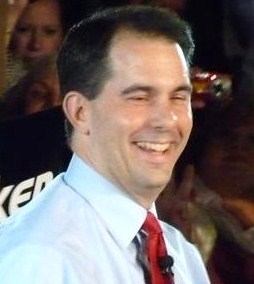
Scott Walker (REP), der siegreiche Amtsinhaber
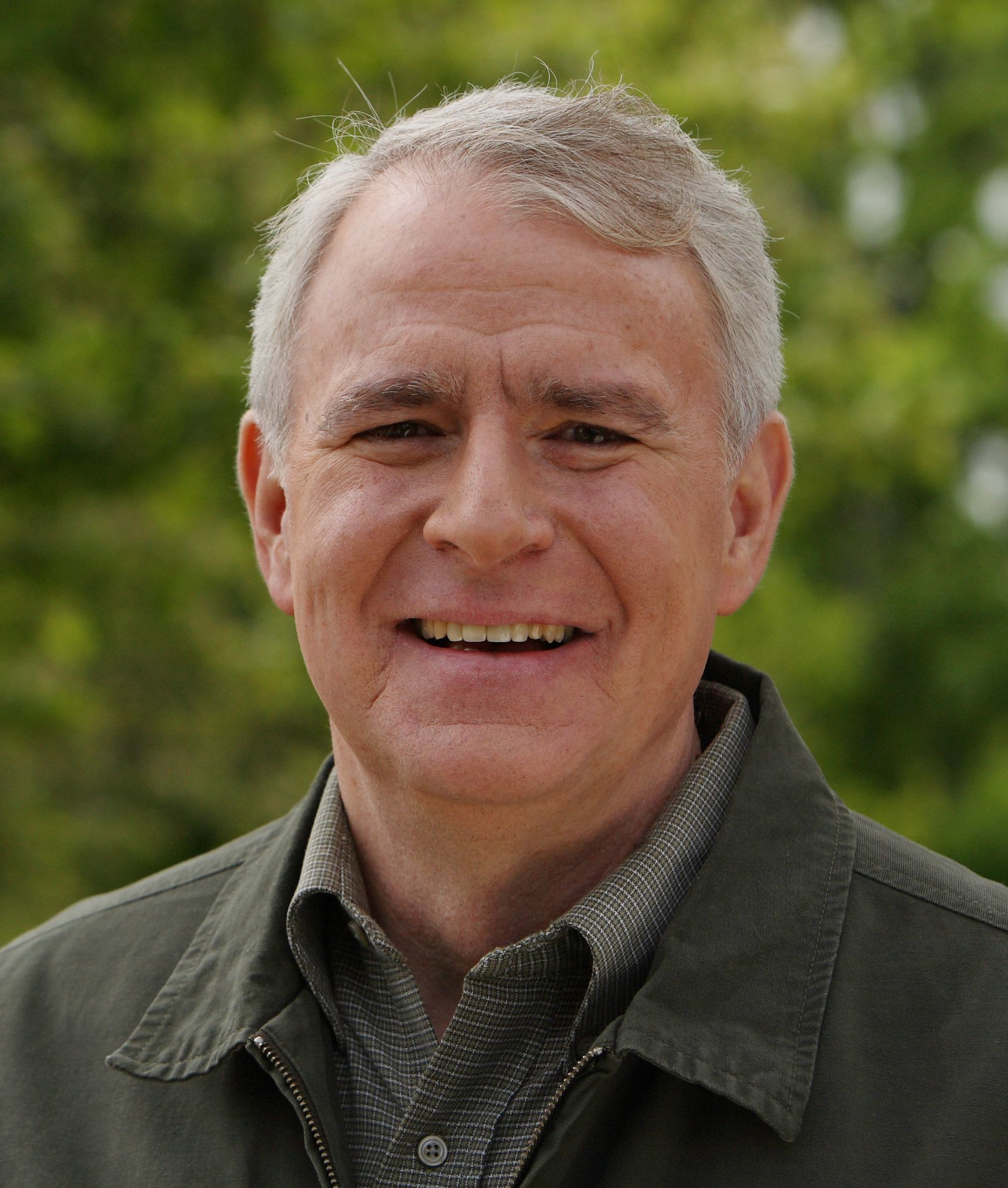
Tom Barrett (DEM), der Herausforderer
Wahlergebnisse in Wisconsin nach Countys: Republikaner Demokraten

Die Gouverneurswahl im Bundesstaat Wisconsin fand schon am 5. Juni 2012 statt. Es handelte sich um eine sogenannte Recall-Wahl, die von den Demokraten angestrengt worden war um den erst seit 17 Monaten im Amt befindlichen republikanischen Gouverneur Scott Walker in der Mitte seiner Amtszeit abzuwählen. Walker war wegen seiner Sparpolitik auf Widerstand gestoßen, insbesondere seine Kürzungen für Angestellte des öffentlichen Dienstes waren äußerst unpopulär. Im Zuge der Sparmaßnahmen kam es zu Massenprotesten, vor allem vor dem Wisconsin State Capitol in Madison, die auf dem Höhepunkt mehr als 100.000 Teilnehmer umfassten. Die Demokraten unter Tom Barrett, dem Bürgermeister von Milwaukee starteten eine Unterschriftenkampagne und sammelten 900.000 Unterschriften (360.000 mehr als erforderlich) für die vorzeitige Abhaltung von Gouverneurswahlen ein. Nach einem intensiven und relativ kostspieligen (geschätzte $ 80 Millionen, verglichen zu $ 37 Millionen bei der Gouverneurswahl 2010) Wahlkampf gewann der Amtsinhaber Walker mit seiner running mate Rebecca Kleefisch die Wahl überraschend deutlich mit 1.335.585 Stimmen (53,1 Prozent) gegen 1.164.480 (46,3 Prozent) für das Duo Tom Barrett/Mahlon Mitchell von der Demokratischen Partei.